# Prairie View (Teksas)
Prairie View – miasto w Stanach Zjednoczonych, w stanie Teksas, w hrabstwie Waller.

## Demografia
Według przeprowadzonego przez United States Census Bureau spisu powszechnego w 2010 miasto liczyło 5 576 mieszkańców, co oznacza wzrost o 26,4% w porównaniu do roku 2000. Natomiast skład etniczny w mieście wyglądał następująco: Biali 4,9%, Afroamerykanie 88,6%, Azjaci 0,4%, pozostali 6,1%. Kobiety stanowiły 55,3% populacji.